# 34545 Chirita
34545 Chirita este o planetă minoră (asteroid), cu un diametru de 3,789 km, din centura de asteroizi. A fost descoperită pe 21 septembrie 2000 la Experimental Test Site⁠(d) de Lincoln Near-Earth Asteroid Research. 
Obiectul prezintă o orbită caracterizată de o semiaxă mare de 2,4416916 UAi, o excentricitate de 0,1, o înclinație de 7,26387 ° în raport cu ecliptica.